# Banale (matematica)
L'aggettivo banale è un termine metalinguistico usato nel linguaggio matematico per riferirsi a particolari istanze di oggetti, strutture, soluzioni (come gruppi, spazi topologici, metriche, ecc.), che si presentano con caratteri di bassissima complessità.

## Oggetti e strutture banali
Il termine 'banale' (o 'triviale', calco dal termine equivalente inglese trivial) si usa anche con riferimento ad aspetti tecnici molto semplici, o a dimostrazioni minime, o a semplici implicazioni derivanti, in maniera ovvia e immediata, da definizioni o da teoremi già assodati in precedenza.
Molto spesso, gli oggetti contrassegnati come banali sono quelli più difficilmente figurabili da una mente aliena al pensiero matematico:
- insieme vuoto: l'insieme privo di qualsiasi elemento;
- gruppo banale: il gruppo che contiene solo l'elemento unitario
- anello banale: è l'anello definito su un insieme composto da un solo elemento, che deve fungere da elemento neutro per entrambe le operazioni definite dalla struttura.

L'aggettivo 'banale' viene anche riferito a soluzioni di un'equazione che hanno una forma molto semplice, ma che non possono essere taciute per un'esigenza di completezza del discorso. Queste soluzioni sono chiamate soluzioni banali. Come esempio, si può considerare l'equazione differenziale lineare del primo ordine
{\displaystyle y'=y}
dove y = f(x) è una funzione la cui derivata è y′. La soluzione banale è 
y = 0, la funzione zero
laddove una soluzione non banale è
y (x) = ex, la funzione esponenziale in base e.
Allo stesso modo, i matematici spesso utilizzano l'aggettivo 'banale' nella formulazione di un teorema o di una congettura. L'ultimo teorema di Fermat, ad esempio, può essere formulato affermando che non vi sono soluzioni non banali per l'equazione {\displaystyle a^{n}+b^{n}=c^{n}} quando n è maggiore di 2. Chiaramente, vi è sempre una soluzione a questa identità: per esempio, {\displaystyle a=b=c=0} è sempre una soluzione, per ogni valore di n; allo stesso modo, la terna a = 1, b = 0, c = 1 è sempre una soluzione, indipendentemente dal valore assunto da n. Ma tali soluzioni sono tutte ovvie e prive di interesse, guadagnandosi per questo la definizione di 'banali'.

## Banalità nel ragionamento matematico
L'attributo di 'banalità', nel ragionamento matematico, può dipendere fortemente dal contesto.
In una dimostrazione matematica di analisi funzionale, ad esempio, si può benissimo considerare banalmente assodato che, dato un qualsiasi numero, ne esista uno maggiore. In altri contesti tale proprietà non può essere data per scontata ma deve essere autonomamente dimostrata o deve essere assunta come assioma. Nella teoria dei numeri reali, ad esempio, tale proprietà è postulata dall'assioma di Eudosso e Archimede, mentre in altri contesti, come in teoria dei numeri, essa può essere conseguenza di altre proprietà: nel caso del sistema assiomatico di Peano, ad esempio, viene dedotta dal fatto che ogni numero intero ha un 'successore', una circostanza che, a sua volta, è contenuta in uno specifico assioma.

## Esempi in cui ricorre l'attributo di 'banale'
- Gruppo banale - sottogruppo banale
- Omomorfismo banale
- Anello banale
- Topologia banale
- Metrica banale
- Nodo banale